# Budimir Janošević
Budimir Janošević, cyr. Будимиp Jaнoшeвић (ur. 21 października 1989) – serbski piłkarz występujący na pozycji bramkarza. Od 2018 jest zawodnikiem AIK Fotboll.

## Kariera
Jest wychowankiem klubu Čukarički Stankom. W 2007 roku dołączył do kadry pierwszego zespołu. W latach 2010–2011 był zawodnikiem FK Jagodina. W sezonie 2011/2012 występował w Vojvodinie Nowy Sad. Następnie grał w FK Radzie Belgrad i Teleoptiku. W 2013 trafił do klubu Spartak Subotica. W 2015 był wypożyczony z niego do tureckiego zespołu Adana Demirspor. W 2017 grał w IF Brommapojkarna, a w 2018 trafił do AIK Fotboll.